# Greenevers
Greenevers – miasto w Stanach Zjednoczonych, w stanie Karolina Północna, w hrabstwie Duplin.